# 조대호
조대호(趙大鎬, 1893년 12월 7일 ~ 1932년 8월 4일)는 일제강점기의 조선귀족이자 군인 겸 관료로, 본관은 양주, 본적은 경성부 영락정이며 자작 조중응의 장남이다.

## 생애
1907년 12월 일본 도쿄로 유학을 떠난 황태자 이은의 배종원으로 선임된 뒤부터 이은을 배종했다. 1911년 1월부터 1911년 8월까지 일본 가쿠슈인 중등과에 재학했으며 1911년 9월 일본 육군중앙유년학교에 입학했다.
1914년 6월 10일 일본 정부로부터 종5위에 서위되었으며 1915년 5월 28일 육군중앙유년학교를 졸업했다. 1915년 6월 1일 일본 근위보병 제2연대 제9중대 사관후보생으로 편입되었고 1915년 11월 일본 육군사관학교에 입학했다. 1915년 11월 10일 일본 정부로부터 다이쇼대례기념장을 받았으며 1917년 5월 25일 일본 육군사관학교를 졸업한 뒤 일본 근위보병 제2연대에서 견습사관을 지냈다. 1917년 12월 25일 일본 제국 육군 보병 소위로 임관되었다.
1918년 일본의 시베리아 개입 당시 블라디보스토크 파견군 육군 소위로 참전했으며 1919년 충청흥업주식회사 대주주를 역임했다. 1919년 9월 20일 자신의 아버지였던 조중응이 받은 자작 작위를 승계받았으며 1919년 11월 3일 주식회사 경성취인소 발기인으로 참여했다. 1920년 4월 28일 영친왕 이은의 결혼식을 기념하기 위한 차원에서 일본 정부로부터 금배 1조를 받았으며 대정친목회 이사(1919년 11월 8일 선임)와 평의원(1921년 1월 13일 선임), 감사(1922년 11월 16일)를 역임했다.
1924년 경성부 토지개량사무 촉탁으로 근무했으며 1925년부터 1927년까지 조선총독부 총독관방 문서과 촉탁, 1928년 조선총독부 총독관방 총무과 촉탁으로 근무했다. 사이토 마코토 조선총독과 여러 차례 면회를 가졌으며 1926년 당시에는 정5위에 서위되어 있었다. 
1926년 2월 18일 이완용후작 장례식 장의역원을 정할 때, 영결식장 수부계원(受付係員)의 한 사람으로 진행에 참여했다.
1928년 11월 16일 일본 정부로부터 쇼와대례기념장을 받았으며 그의 작위는 양자 조원흥이 습작했다.

## 사후
친일파 708인 명단의 조선귀족 부문, 민족문제연구소의 친일인명사전 수록자 명단의 수작/습작 부문과 관료 부문, 친일반민족행위진상규명위원회가 발표한 친일반민족행위 705인 명단에 포함되었다.

## 참고자료
- 친일반민족행위진상규명위원회 (2009). 〈조대호〉. 《친일반민족행위진상규명 보고서 Ⅳ-16》. 서울. 690~703쪽.

## 가족 관계
- 증조부 : 조철림(趙徹林)
  - 종조부 : 조총희(趙寵熙)
  - 친조부 : 조택희(趙宅熙)
    - 아버지 : 조중응(趙重應)
    - 어머니 : 미쓰오카 다케코
    - 양자 : 조원흥(趙源興, 1924~?)

1. ↑  "聖恩鴻大 故李侯爵邸에 御沙汰書御下賜", 매일신보 1926년 2월18일자 1면 5단